# Ralph Randles Stewart
Ralph Randles Stewart (15 de abril de 1890 – 6 de noviembre de 1993) usualmente referido como R. R. Stewart, fue un botánico estadounidense, que pasó su carrera como docente y estudiando plantas en Pakistán.

## Educación
Nació en Nueva York. Stewart obtuvo su Ph.D. en 1916, en la Columbia University (Nueva York); un D.Sc. Honorario en 1953, de la Universidad de Punjab, Lahore y otro LLD Honorario en 1963, en el Alma College, de Míchigan (Estados Unidos)

## Carrera
En una llamada de la "Iglesia UP", India, el Dr. Stewart fue contratado por el Gordon College, Rawalpindi en 1911, para enseñar botánica y zoología a estudiantes premédicos. Fue Profesor en Botánica, de 1917 a 1960; y en el "Principal Gordon College", Rawalpindi, entre 1934 a 1954.
Se mudó a EE. UU. trabajando como Asociado entre 1960 a 1981, en el herbario de la Universidad de Míchigan con más de 30.000 especímenes vegetales, colectados en India, Cachemira, Irán, etc.

## Galardones
El Dr. Stewart fue una de las pocas personas que sirvió en Pakistán a lo largo de su vida activa. En reconocimiento a sus servicios a la labor educativa y botánicos, el Dr. Stewart fue galardonado con:
- Medalla Dorada Kaiser-e-Hind (Emperador de la India) en 1938
- "Estrella Distinguida Sitara-e-Imtiaz" en 1961
- Miembro de la "American Association for Advancement of Sciences", en 1984
- Miembro de la Academia Pakistaní de Ciencia, en 1983

## Actividades
Dado que en su época la flora de la India y del Himalaya occidental no era muy conocida, el Dr. Stewart se embarcó en viajes de recolección, a menudo en bicicleta, y llegó hasta la capital de Cachemira, y luego cruzó la frontera occidental del Tíbet a pie. Continuó recolectando plantas cada verano (1912-1959) sin soporte financiero alguno. En 1960, cuando se retiró a los 70 años, donó su colección de más de 50.000 especímenes vegetales, que se llamó "colección de Stewart", al profesor E. Nasir del "Gordon College" de Rawalpindi. Esa "colección Stewart" fue depositada en el Herbario Nacional del Gobierno de Pakistán, en Islamabad, dejando así un patrimonio muy rico para los estudiantes de Ciencias biológicas.
Se mantuvo como un incondicional investigador de botánica sistemática en Pakistán, con más de 50 años en el subcontinente indo-pakistaní. Realizó reportes sobre la flora del noroeste de Himalayas, Tíbet occidental, Cachemira, valle Kurram; Flora de Balochistan, y pastos del occidente de Pakistán. Apartde de sus recolecciones de fanerógamas, el Dr. Stewart también hizo contribuciones sobre musgos, royas, fungi, publicadas en Mycologia por el Dr. Arthur y el Dr. Cummins de la Purdue University. Una de sus mayores contribuciones: "An Annotated Catalogue of Vascular Plants of Pakistan and Kashmir (1972, 1.028 pp.)" sirvió de base para la "Flora of Pakistan" editada por E. Nasir y S.I. Ali (1970-1988), S. I. Ali y Y. J. Nasir (1989-1991); y S. I. Ali y M. Qaiser (1992-).
Regresó a Pakistán en 1990, para asistir y hacer una presentación en el "Simposio Internacional sobre la vida vegetal del sur de Asia"; simposio organizado por el Departamento de Botánica, de la Universidad de Karachi, para conmemorar el centenario del natalicio del Dr. Stewart. Su participación en el Simposio fue indicativo de su interés por la botánica y en especial por su amor por Pakistán.
En 1982, a los 91, escribió una suerte de memoria titulada : "Flora of Pakistan: History and Exploration of Plants in Pakistan and Adjoining Areas," (186 pp.) en donde afirmó

"Como un recién graduado de la Universidad de Columbia en Nueva York, comencé a dar conferencias en Botánica y en Zoología en un pequeño colegio de la Misión Presbiteriana en Rawalpindi, con sólo 86 estudiantes. Tenía un contrato de tres años y no esperaba estar en la India otra vez, me pregunté cuál sería la forma más interesante para pasar los dos veranos, con un pequeño presupuesto (mi sueldo era de $ 600 al año). En 1911, con cuatro jóvenes (dos estadounidenses, un bengalí, y un escocés) que querían vacaciones venturosas, decidimos que una buena manera de utilizar el verano de 1912 sería ir de excursión a Cachemira y al Tíbet occidental (Ladak). Dos de nosotrps trabajábamos en el Gordon College, de Rawalpindi, al comienzo de la carretera a Cachemira y construida en 1890  con una buena cantidad de dinero y de dificultades. Cruzaba las primeras estribaciones del  Himalaya, en Jhicca Gali,  cerca de Murree (de 2.100 msnm), descendiendo al río Jhelum por Kohala, y luego siguieron por el río en Srinagar, a una distancia de 315 km .  Tuvimos casi tres meses de vacaciones y nos fuimos a Rawalpindi, a comienzos de julio en bicicletas. Eso ocurría antes del uso de los Fords Modelo T y los buses para llegar a Cachemira.  Nuestra cocina y el equipaje de viaje iban en un vehículo sin muelles, a caballo,  llamado Ekka. Era el único botánico en la partida.  Los otros estaban interesados en la toma de fotografías y ver el nuevo país. Usamos el verano en Cachemira y a Ladak; y disfruté del viaje mucho; y ayudando a organizar una expedición más larga para el verano de 1913.  Una vez más, anduvimos en bicicleta al Valle de Cachemira y otra vez subimos a Leh, la capital de Ladak.  En vez de retornar a Cachemira, tornamos al este desde Leh, cruzamos las planicies Rupshu e ingresamos a Lahul, por el Paso Baralacha; y a la izquierda a Lahul por Rotang La, visitando Kulu y luego caminamos al este hacia Simla y regresamos a casa por tren."

## Otras publicaciones
- 1973. The flora of Ladak, western Tibet. Ed. B.S.M.P. Singh. 80 pp.

## Vida personal
Ralph Stewart se casó con Isabelle Caroline Darrow (- 1953) en 1916; teniendo a Jean Macmillan Stewart Andrews (1919-1970), aborigen de Sialkot, y Ellen Reid Stewart Daniels (1921-1998), aborigen de Jhelum, 6 nietos y 6 bisnietos. En 1954 se casó con Winifred Hladia Porter (1896-1984). Falleció en 1993 en Duarte (California).